# Liste der olympischen Medaillengewinner aus Kasachstan
Die Liste der olympischen Medaillengewinner aus Kasachstan listet alle Sportler aus Kasachstan auf, die bei Olympischen Spielen eine Medaille gewinnen konnten. Bislang errangen kasachische Sportler insgesamt 86 olympische Medaillen (16 × Gold, 27 × Silber und 43 × Bronze).
Das Qasaqstan Respublikassy Ulttyq Olimpiadalyq komiteti wurde 1990 gegründet und 1993 vom Internationalen Olympischen Komitee aufgenommen. Die Wertungen von Ilja Iljin, Ässet Mämbetow, Sülfija Tschinschanlo, Maija Manesa, Irina Nekrassowa, Marija Grabowezkaja und Swetlana Podobedowa wurden 2016 gestrichen, da alle bei Nachtests des Dopings überführt wurden.

## Medaillenbilanz
| Kasachstan bei den Olympischen Sommerspielen                                       | Kasachstan bei den Olympischen Sommerspielen | Kasachstan bei den Olympischen Sommerspielen | Kasachstan bei den Olympischen Sommerspielen | Kasachstan bei den Olympischen Sommerspielen | Kasachstan bei den Olympischen Sommerspielen |      | Kasachstan bei den Olympischen Winterspielen | Kasachstan bei den Olympischen Winterspielen | Kasachstan bei den Olympischen Winterspielen | Kasachstan bei den Olympischen Winterspielen | Kasachstan bei den Olympischen Winterspielen | Kasachstan bei den Olympischen Winterspielen |
| Jahr                                                                               | Gold                                         | Silber                                       | Bronze                                       | Gesamt                                       | Rang                                         | Jahr | Gold                                         | Silber                                       | Bronze                                       | Gesamt                                       | Rang                                         |                                              |
| 1996                                                                               | 3                                            | 4                                            | 4                                            | 11                                           | 24                                           |      | 1994                                         | 1                                            | 2                                            | 0                                            | 3                                            | 12                                           |
| 2000                                                                               | 3                                            | 4                                            | 0                                            | 7                                            | 22                                           |      | 1998                                         | 0                                            | 0                                            | 2                                            | 2                                            | 20                                           |
| 2004                                                                               | 1                                            | 4                                            | 3                                            | 8                                            | 40                                           |      | 2002                                         | 0                                            | 0                                            | 0                                            | 0                                            |                                              |
| 2008                                                                               | 2                                            | 3                                            | 4                                            | 9                                            | 24                                           |      | 2006                                         | 0                                            | 0                                            | 0                                            | 0                                            |                                              |
| 2012                                                                               | 3                                            | 1                                            | 7                                            | 11                                           | 21                                           |      | 2010                                         | 0                                            | 1                                            | 0                                            | 1                                            | 26                                           |
| 2016                                                                               | 2                                            | 5                                            | 10                                           | 17                                           | 18                                           |      | 2014                                         | 0                                            | 0                                            | 1                                            | 1                                            | 26                                           |
| 2020                                                                               | 0                                            | 0                                            | 8                                            | 8                                            | 83                                           |      | 2018                                         | 0                                            | 0                                            | 1                                            | 1                                            | 28                                           |
| 2024                                                                               | 1                                            | 3                                            | 3                                            | 7                                            | 43                                           |      | 2022                                         | 0                                            | 0                                            | 0                                            | 0                                            |                                              |
| Gesamt                                                                             | 15                                           | 24                                           | 39                                           | 78                                           |                                              |      | Gesamt                                       | 1                                            | 3                                            | 4                                            | 8                                            |                                              |
| \| \| Gold \| Silber \| Bronze \| Gesamt \| \| Ges. S+W \| 16 \| 27 \| 43 \| 86 \| |                                              |                                              |                                              |                                              |                                              |      |                                              |                                              |                                              |                                              |                                              |                                              |
|                                                                                    | Gold                                         | Silber                                       | Bronze                                       | Gesamt                                       |                                              |      |                                              |                                              |                                              |                                              |                                              |                                              |
| Ges. S+W                                                                           | 16                                           | 27                                           | 43                                           | 86                                           |                                              |      |                                              |                                              |                                              |                                              |                                              |                                              |

## Medaillengewinner

### A
- Baqtijar Artajew – Boxen (1-0-0)
Athen 2004: Gold, Weltergewicht Männer
- Darchan Assadilow – Karate (0-0-1)
Tokio 2020: Bronze, Kumite bis 67 kg Männer

### B
- Islam Bairamukow – Ringen (0-1-0)
Sydney 2000: Silber, Freistil Schwergewicht Männer
- Dmitri Balandin – Schwimmen (1-0-0)
Rio de Janeiro 2016: Gold, 200 m Brust Männer
- Sergei Beljajew – Schießen (0-2-0)
Atlanta 1996: Silber, Kleinkaliber liegend Männer
Atlanta 1996: Silber, Kleinkaliber-Dreistellungskampf Männer
- Sofja Berulzewa – Karate (0-0-1)
Tokio 2020: Bronze, Kumite bis 61 kg Frauen
- Säken Bibossynow – Boxen (0-0-1)
Tokio 2020: Bronze, Fliegengewicht Männer

### C
- Farchad Charki – Gewichtheben (0-0-1)
Rio de Janeiro 2016: Silber, Federgewicht Männer
- Anatoli Chrapaty – Gewichtheben (0-1-0)
Atlanta 1996: Silber, 1. Schwergewicht Männer
- Jelena Chrustaljowa – Biathlon
Vancouver 2010: Silber, 15 km Einzel Frauen

### D
- Muchtarchan Dildäbekow – Boxen (0-1-0)
Sydney 2000: Silber, Superschwergewicht Männer
- Iwan Dytschko – Boxen (0-0-2)
London 2012: Bronze, Superschwergewicht Männer
Rio de Janeiro 2016: Bronze, Superschwergewicht Männer

### F
- Sergei Filimonow – Gewichtheben (0-1-0)
Athen 2004: Silber, Mittelgewicht Männer

### G
- Danijal Gadschijew – Ringen, (0-0-1)
Rio de Janeiro 2016: Bronze, Griechisch-römisch Mittelgewicht Männer
- Julija Galyschewa – Freestyle-Skiing, (0-0-1)
Pyeongchang 2018: Bronze, Buckelpiste Frauen
- Gennadi Golowkin – Boxen (0-1-0)
Athen 2004: Silber, Mittelgewicht Männer
- Karina Goritschewa – Gewichtheben (0-0-1)
Rio de Janeiro 2016: Bronze, Mittelgewicht Frauen

### J
- Serik Jeleuow – Boxen (0-0-1)
Athen 2004: Bronze, Leichtgewicht Männer
- Danijar Jeleussinow – Boxen (1-0-0)
Athen 2016: Gold, Weltergewicht Männer

### K
- Dmitri Karpow – Leichtathletik (0-0-1)
Athen 2004: Bronze, Zehnkampf Männer
- Nariman Kurbanow – Turnen (0-1-0)
Paris 2024: Silber, Pauschenpferd Männer

### L
- Gennadi Lalijew – Ringen (0-1-0)
Athen 2004: Silber, Weltergewicht Männer
- Alexandra Le – Schießen (0-0-1)
Paris 2024: Bronze, 10 m Luftgewehr Mixed
- Wassili Lewit – Boxen (0-1-0)
Athen 2016: Silber, Schwergewicht Männer
- Jekaterina Larionowa – Ringen (0-0-1)
Rio de Janeiro 2016: Bronze, Freistil Mittelgewicht Frauen

### M
- Güsel Manjurowa – Ringen (0-1-1)
Rio de Janeiro 2016: Silber, Freistil Schwergewicht Frauen
- Mäulen Mamyrow – Ringen (0-0-1)
Atlanta 1996: Bronze, Freistil Fliegengewicht Männer
- Mkchitar Manukjan – Ringen (0-0-1)
Athen 2004: Bronze, Griechisch-römisch Leichtgewicht Männer
- Juri Melnitschenko – Ringen (1-0-0)
Atlanta 1996: Gold, Griechisch-römisch Bantamgewicht Männer
- Marid Mutalimow – Ringen (0-0-1)
Peking 2008: Bronze, Freistil Superschwergewicht Männer

### N
- Ädilbek Nijasymbetow – Boxen (0-2-0)
London 2012: Silber, Halbschwergewicht Männer
Rio de Janeiro 2016: Silber, Halbschwergewicht Männer
- Bolat Nijasymbetow – Boxen (0-0-1)
Atlanta 1996: Bronze, Halbweltergewicht Männer
- Anna Nurmuchambetowa – Gewichtheben (0-1-0)
London 2012: Silber, Halbschwergewicht Frauen

### O
- Nurbek Oralbai – Boxen (0-1-0)
Paris 2024: Silber, Halbschwergewicht Männer
- Galbadrachyn Otgontsetseg – Judo (0-0-1)
Rio de Janeiro 2016: Bronze, Superleichtgewicht Frauen

### P
- Alexander Parygin – Moderner Fünfkampf (1-0-0)
Atlanta 1996: Gold, Einzel Männer
- Ljudmila Prokaschowa – Eisschnelllauf (0-0-1)
Nagano 1998: Bronze, 5000 m Frauen

### Q
- Qamschybek Qongqabajew – Boxen (0-0-1)
Tokio 2020: Bronze, Superschwergewicht Männer
- Ghusman Qyrghysbajew – Judo (0-0-1)
Paris 2024: Bronze, Halbleichtgewicht Männer
- Nasym Qysaibai – Boxen (0-0-1)
Paris 2024: Bronze, Halbfliegengewicht Frauen

### R
- Olga Rypakowa – Leichtathletik (1-1-1)
Peking 2008: Silber, Dreisprung Frauen
London 2012: Gold, Dreisprung Frauen
Rio de Janeiro 2016: Bronze, Dreisprung Frauen

### S
- Nurislam Sanajew – Ringen (0-0-1)
Tokio 2020: Bronze, Freistil Bantamgewicht Männer
- Serik Säpijew – Boxen (1-0-0)
London 2012: Gold, Weltergewicht Männer
- Baqyt Särsekbajew – Boxen (1-0-0)
Peking 2008: Gold, Weltergewicht Männer
- Islam Sätbajew – Schießen (0-0-1)
Paris 2024: Bronze, 10 m Luftgewehr Mixed
- Alexander Saitschikow – Gewichtheben (0-0-1)
Rio de Janeiro 2016: Bronze, Schwergewicht Männer
- Beksat Sattarchanow – Boxen (1-0-0)
Sydney 2000: Gold, Federgewicht Männer
- Däulet Schabanbei – Ringen (0-0-1)
London 2012: Bronze, Superschwergewicht Freistil Männer
- Demeu Schadyrajew – Ringen (0-1-0)
Paris 2024: Silber, Weltergewicht griechisch-römisch Männer
- Jelena Schalygina – Ringen (0-0-1)
Peking 2008: Bronze, Freistil Mittelgewicht Frauen
- Schasira Schapparkul – Gewichtheben (0-1-0)
Rio de Janeiro 2016: Silber, Halbschwergewicht Frauen
- Wassili Schirow – Boxen (1-0-0)
Atlanta 1996: Gold, Halbschwergewicht Männer
- Olga Schischigina – Leichtathletik (1-0-0)
Sydney 2000: Gold, 100 m Hürden Frauen
- Bolat Schumadilow – Boxen (0-2-0)
Atlanta 1996: Silber, Fliegengewicht Männer
Sydney 2000: Silber, Fliegengewicht Männer
- Jerkebulan Schynalijew – Boxen (0-0-1)
Peking 2008: Bronze, Halbschwergewicht Männer
- Asqat Schitkejew – Judo (0-1-0)
Peking 2008: Silber, Halbschwergewicht Männer
- Darigha Schäkimowa – Boxen (0-0-1)
Rio de Janeiro 2016: Bronze, Mittelgewicht Frauen
- Jeldos Smetow – Judo (1-1-1)
Rio de Janeiro 2016: Silber, Superleichtgewicht Männer
Tokio 2020: Bronze, Superleichtgewicht Männer
Paris 2024: Gold, Superleichtgewicht Männer
- Wladimir Smirnow – Skilanglauf (1-2-1)
Lillehammer 1994: Gold, 50 km klassisch Männer
Lillehammer 1994: Silber, 10 km klassisch Männer
Lillehammer 1994: Silber, 15 km Verfolgung Freistil Männer
Nagano 1998: Bronze, 15 km Verfolgung Freistil Männer
- Igor Son – Gewichtheben (0-0-1)
Tokio 2020: Bronze, Bantamgewicht Männer
- Elmira Sysdyqowa – Ringen (0-0-1)
Rio de Janeiro 2016: Bronze, Halbschwergewicht Frauen

### T
- Aqschürek Tangatarow – Ringen, (0-0-1)
London 2012: Bronze, Freistil Leichtgewicht Männer
- Denis Ten – Eiskunstlauf (0-0-1)
Sotschi 2014: Bronze, Einzel Männer
- Nurbakyt Tengisbajew – Ringen (0-1-0)
Peking 2008: Silber, Griechisch-römisch Federgewicht Männer
- Arman Tschilmanow – Taekwondo (0-0-1)
Peking 2008: Bronze, Schwergewicht Männer
- Sülfija Tschinschanlo – Gewichtheben (0-0-1)
Tokio 2020: Bronze, Federgewicht Frauen

### U
- Denis Ulanow – Gewichtheben (0-0-1)
Rio de Janeiro 2016: Bronze, Halbschwergewicht Männer

### W
- Alla Waschenina – Gewichtheben (1-0-0)
Peking 2008: Gold, Schwergewicht Frauen
- Alexander Winokurow – Radsport (1-1-0)
Sydney 2000: Silber, Straßenrennen Männer
London 2012: Gold, Straßenrennen Männer
- Wladimir Wochmjanin – Schießen (0-0-1)
Atlanta 1996: Bronze, Schnellfeuerpistole Männer
- Marina Wolnowa – Boxen (0-0-1)
London 2012: Bronze, Mittelgewicht Frauen

### Y
- Jermachan Ybrajymow – Boxen (1-0-1)
Atlanta 1996: Bronze, Halbmittelgewicht Männer
Sydney 2000: Gold, Halbmittelgewicht Männer

### Z
- Georgi Tsurtsumia – Ringen (0-1-0)
Athen 2004: Silber, Griechisch-römisch Superschwergewicht Männer